# Microcader
Microcader is een geslacht van wantsen uit de familie van de Tingidae (Netwantsen). Het geslacht werd voor het eerst wetenschappelijk beschreven door Pericart in 1981.

## Soorten
Het genus bevat de volgende soorten:

- Microcader thai Péricart, 1991
- Microcader unicostatus Péricart, 1981
- Microcader variegatus Péricart, 1981